# LIFE (フジファブリックの曲)
『LIFE』（ライフ）は、フジファブリックの通算15枚目のシングルである。2014年2月12日にSony Music Associated Recordsから発売された。

## 概要
- 前作「FAB STEP」から約4か月を置いてのリリース。シングルとしては「Small World」以来となる。
- 3人体制になって初めて、山内が表題曲の作詞・作曲を単独で行っている。
- 「初回生産限定盤」、「期間生産限定盤（『銀の匙 Silver Spoon』スペシャルパッケージ仕様）」、「通常盤」の3タイプで発売された。
  - 「初回生産限定盤」には、2013年11月23日にZepp Tokyoで行われた「FUJIFABRIC LIVE TOUR 2013 “FAB STEP”」ツアーファイナル公演より、ライブ音源8曲を収録したCDが付属している。
  - 「期間生産限定盤」には、4曲目に「LIFE (TV edit)」が収録され、ジャケットも『銀の匙 Silver Spoon』描き下ろしスペシャルパッケージ仕様となっている。

## 収録曲
- 全作詞／全作曲：山内総一郎、全編曲：フジファブリック

1. LIFE
フジテレビ系列ノイタミナ枠『銀の匙 Silver Spoon』第2期オープニングテーマ。
PVは西麻布のバーで撮影が行われ[1]、「思春期な銃撃戦」というテーマで製作が行われた[2]。
金澤によると、周囲に銃声が聞こえると危険だということから、あらかじめ警察の方に伝えた上で撮影が行われたという[1]。
2. Surrender
3. LIFE (backing track)
4. LIFE (TV edit)
期間生産限定盤のみの収録。

## CD（初回盤のみ）
1. FAB STEP OP
作曲：金澤ダイスケ
“FAB STEP”ツアーのオープニングとして流されていたインストナンバー。初音源化。
2. フラッシュダンス
3. Hello
4. Mystery Tour
5. パッション・フルーツ
6. Drop
7. バタアシParty Night
8. ダンス2000

## カバー
LIFE
- 姫川友紀（杜野まこ） - ゲーム『アイドルマスター シンデレラガールズ スターライトステージ』収録曲として2019年4月10日に追加。翌年2020年3月18日発売のシングル「THE IDOLM@STER CINDERELLA GIRLS STARLIGHT MASTER 37 Needle Light」に収録された。